# جینا گری
جینا گری (نام اوسِی: پا-په سان‌تسه) (۱۹۵۴ – ۲۰ دسامبر ۲۰۱۴) هنرمند اوسِیجی متولد پاوهوسکا، فرزند اندرو و مارگارت گری. او نوه هنری روآن هورس بود. او یکی از شناخته‌شده‌ترین هنرمندان معاصر بومی آمریکا در سه دهه گذشته بود که جوایزی از نمایشگاه‌ها و موزه‌های مختلف در سراسر کشور بومیان دریافت کرده و نمایشگاه‌هایی در آنها برگزار کرده بود.

## اشغال ووندِد نی
در حالی که او یک دانش‌آموز دبیرستانی در سال ۱۹۷۳ بود، گری به ووندِد نی مسافرت کرد تا در اشغال ۷۱ روزه ووندِد نی با تیمی از ۲۰۰ فعال اوگلالا لاکوتا و اعضای جنبش بومیان آمریکا شرکت کند. این اعتراض، که به منظور جلب توجه به عدم توافقات معاهده‌ای دولت، فقر، تنش‌های نژادی و شرایط در رزرویشن پایِن ریدج انجام شد، طولانی‌ترین اقدام مدنی نافرمانی در تاریخ ایالات متحده بود.
یکی از خواهران گری، مری بیگ‌هورس، با یکی از اعضای بلندپایه جنبش سرخپوستان ایالات متحده آمریکا، هنری واهاساوک، ازدواج کرده بود. دو برادرش، اندرو گری و لوئیس گری، با جینا در دنور ملاقات کردند و آنها به سمت یک خانه امن در داکوتای جنوبی حرکت کردند، جایی که بیگ‌هورس در انتظار بود، خارج از منطقه اشغال‌شده. در پوشش تاریکی شب، آنها وارد کمپ شدند و به مدت یک ماه در آنجا ماندند. برق، آب و منابع غذایی توسط مارشال‌های فدرال و گارد ملی قطع شد تا ایستادگی شکسته شود. در زیر آتش سنگین، فرانک کلیرواوتر، یک چرکایی، و بادی لامونت، یک اوگلالا لاکوتا، کشته شدند. جینا و برادرش لوئیس تصمیم گرفتند ترک کنند، توسط قاچاقچیان از منطقه خارج شدند و دوباره با پدرشان در خانه امن دیدار کردند.

## آموزش
پس از فرار از ووندِد نی، گری و برادرش لوئیس به مدرسه دبیرستان برگشتند تا تحصیلات خود را تکمیل کنند در مؤسسه هنرهای بومیان آمریکا در سانتا فه، نیومکزیکو. پس از فارغ‌التحصیلی از IAIA، او هنر تجاری را در موسسه هنر کالیفرنیا مطالعه کرد.

## حرفه هنری
آثار گری با رنگ‌های جسورانه و روشن از هنرهای میکس‌مدیا شناخته می‌شود که تصاویری سنتی از تربیت اوسِی او را با دنیای معاصر او ترکیب می‌کند. او به عنوان یک استاد هنرمند معاصر شناخته می‌شود و چاپ‌ها و مونوتایپ‌های او ویژگی‌هایی با شکل‌های استیلیزه و مناظر انتزاعی دارند. هنر تجاری او شامل طراحی تی‌شرت‌ها است، طراحی لوگو برای مرکز مطالعات بومیان آمریکا در دانشگاه ایست سنترال (آدا، اوکلاهما) و طراحی جلد کتاب تاریخ کنگره ملی بومیان آمریکا.
آثار او در نمایشگاه‌های گالری‌های مختلف در سراسر سرزمین‌های بومی به نمایش گذاشته شده است: در آریزونا، در موزه هرد در فینیکس؛ در نیومکزیکو، در موزه مؤسسه هنرهای بومیان آمریکا و موزه ویل‌ریت هر دو در سانتا فه؛ در اوکلاهما، در موزه مرکز تسا-لا-گی چرکویی در تهله‌کوا و موزه‌های گیلکریس و موزه هنر فیل‌برک در تلسا؛ در داکوتای جنوبی، در موزه هنر بومی رد کلاود در پاین ریج؛ و در ایالت واشینگتن، در موزه دی‌بریک استار در سیاتل. همچنین آثار او در موزه موزه بومیان آمریکا در اسمیتسونیان در واشینگتن دی.سی. به نمایش درآمده است.
گری گالری‌های هنری در سانتا فه، نیومکزیکو، تلسا، اوکلاهما و اخیراً در پاهوسکا، اوکلاهما تأسیس و اداره کرده بود. علاوه بر اینکه آثارش در بسیاری از مجموعه‌های خصوصی و گالری‌ها در سراسر جهان به نمایش درآمده است، برخی از آثار او متعلق به سلطان برونئی و دو شاهزاده سلطنتی اردن—عالی‌جناب شاهزاده طلال بن محمد و عالی‌جناب شاهزاده غازی بن محمد هستند.